# Rodnande fjällskivling
Rodnande fjällskivling (Chlorophyllum rhacodes, tidigare Macrolepiota rhacodes) är en svampart som växer i tempererade zoner i Europa och Nordamerika. Den är en klassisk förväxlingssvamp till stolt fjällskivling. Denna fjällskivling hittas ofta i barrförna, vid komposter, och ibland i parkmiljö som ofta bildar häxringar. Köttet är vitt och rodnar vid snitt eller beröring. Foten är vitgrå, och skiljer sig från stolt fjällskivlings fot som är brunvattrad.  Rodnande fjällskivling har sedan den först beskrevs delats upp i flera (tre i Sverige allmänt reproducerande) arter och det har konstaterats att den i parkmiljö växande Cholorphyllum brunneum är svagt giftig. Cholorphyllum rhacodes och den art som återfinns i barrförna Cholorphyllum olivieri, ses fortfarande som ätliga.

## Galleri

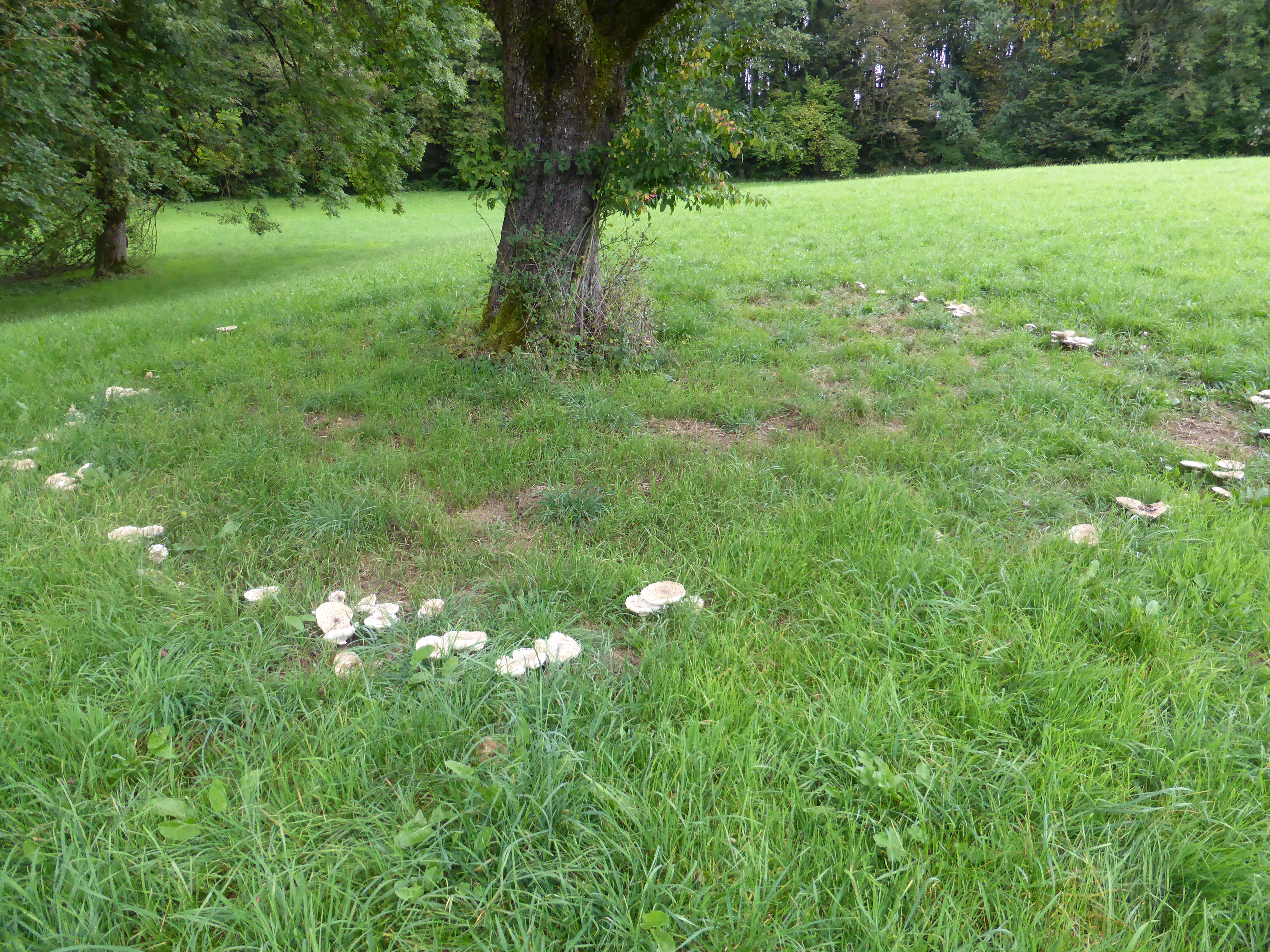
Rodnande fjällskivling kan bilda häxringar.
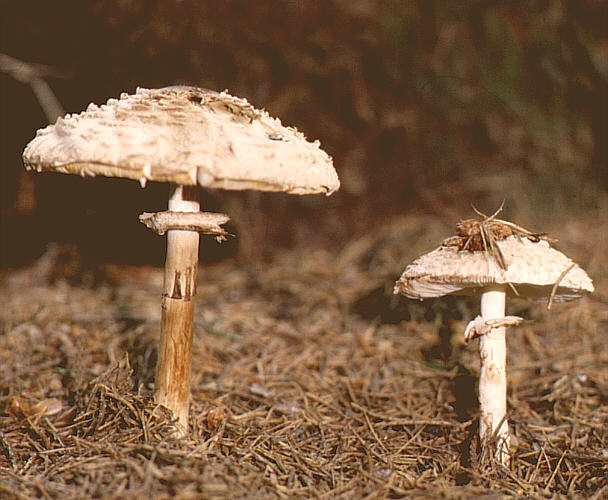
Typisk växtplats för rodnande fjällskivling.
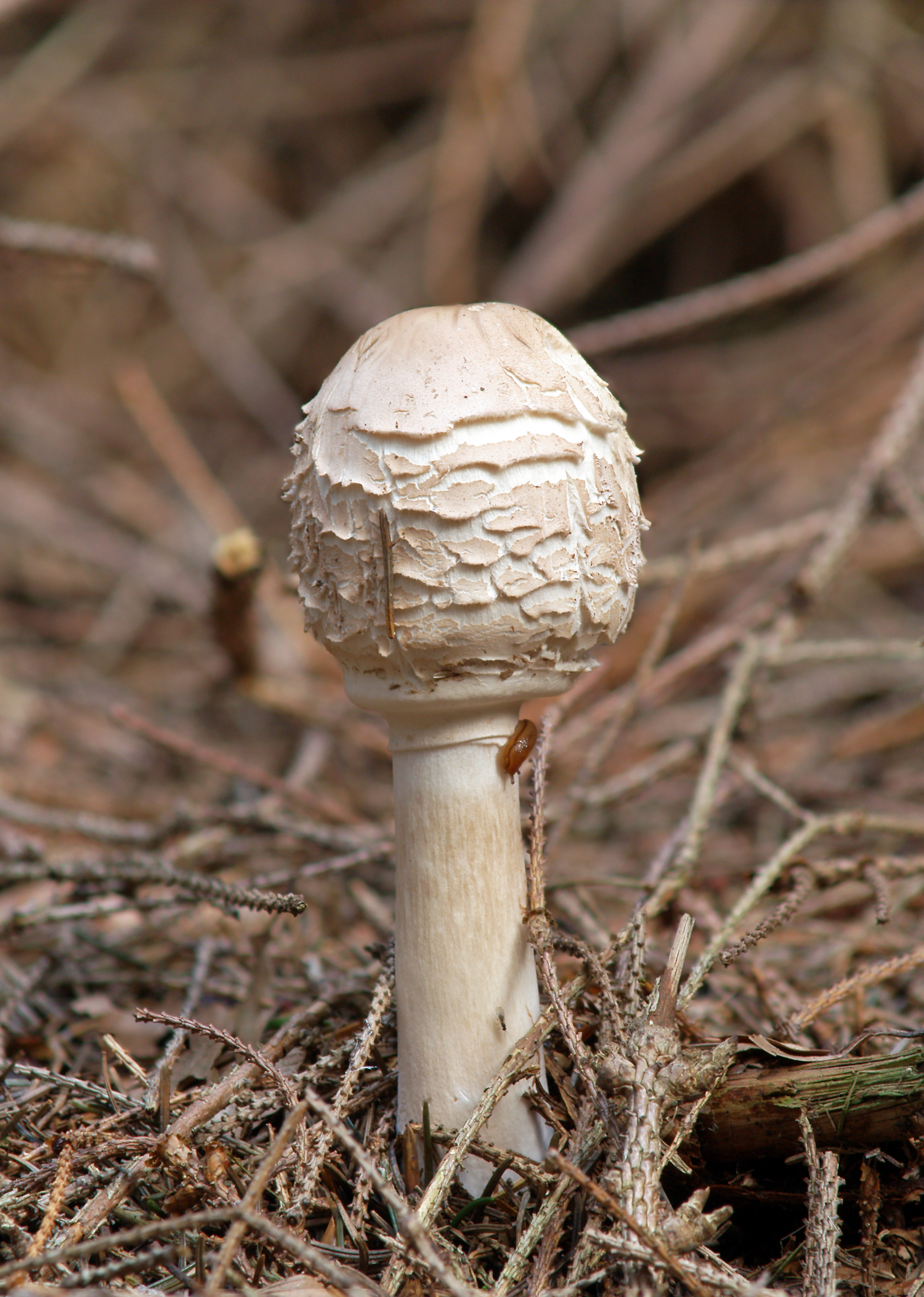
Ung fruktkropp.
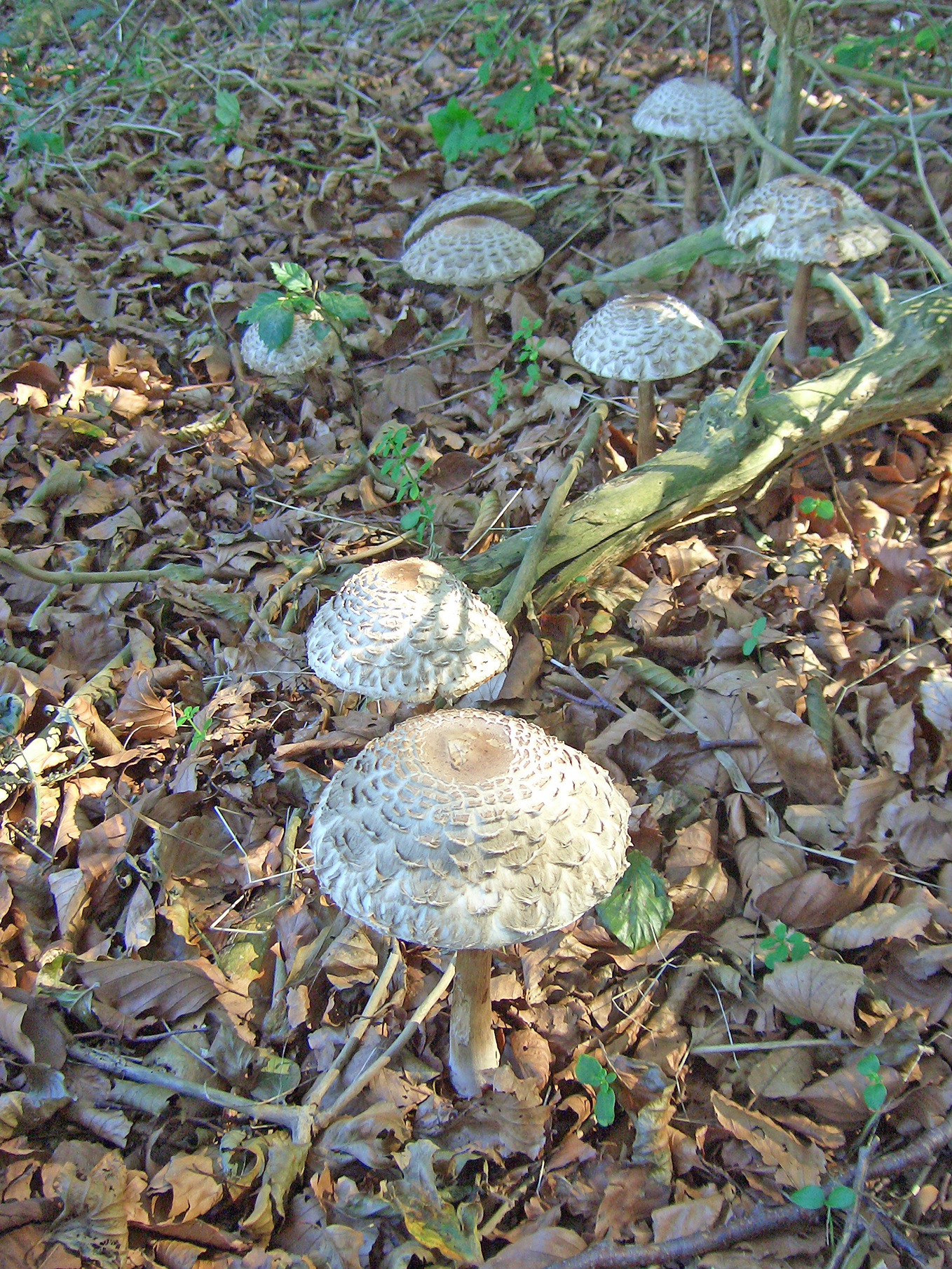
Fruktkroppar i en häxring.